# Куросио (1940)
Куроси́о (яп. 黒潮 чёрный прилив) — японский эсминец типа «Кагэро». Назван в честь одноимённого течения. Третий по счёту из 19 эсминцев типа «Кагэро», построенных в 1937—1941 годах на японских верфях для Императорского Флота Японии в рамках «Третьей программы расширения военно-морских вооружений» (Maru San Keikaku).

## Предыстория
Эскадренные миноносцы типа «Кагеро» были внешне практически идентичны эсминцам типа «Асасио», но с улучшениями, сделанными японскими конструкторами. Они были разработаны, чтобы сопровождать японские главные силы и отражать нападения ВМС США в дневное и ночное время по мере продвижения через Тихий океан, в соответствии с японскими военно-морскими стратегическими прогнозами. Несмотря на то что эсминцы типа «Кагеро» относились к одним из самых мощных кораблей своего класса в мире в момент их завершения, только один из 19 построенных выжил во время войны на Тихом океане.

## История
Заложен 31 августа 1937 года на верфи «Fujinagata» (Осака), спущен 25 октября 1938 года, вошёл в строй 27 января 1940 года. Вскоре после ввода в эксплуатацию, «Куросио» был назначен для участия в 16-х ежегодных манёврах Объединённого флота. По возвращении, в 18:00 часов 23 июня 1941 года, он столкнулся с эсминцами «Нацусио» и «Минэгумо» в проливе Бунго, в результате чего месяц ремонтировался в Военно-морском арсенале Куре.
Во время нападения на Пёрл-Харбор, «Куросио» был включён в 15-й дивизион эсминцев (DesDiv 15) 2-го флота и базировался на Палау. Использовался как часть эскорта для авианосца «Рюдзё» во время вторжения на Филиппины и минного заградителя «Ицукусима». 23 декабря получил незначительные повреждения от бреющего нападения бомбардировщиков USAAF B-17 Flying Fortress.
В начале 1942 года «Куросио» участвовал во вторжении в Голландскую Ост-Индию, сопровождая силы вторжения в Манадо, Кендари и Амбон в январе, а также силы вторжения в Макассар, Тимор и Яву в феврале. 8 февраля «Куросио» спас выживших при потоплении «Нацусио». 5 марта при содействии эсминца «Оясио» потопил минный заградитель британского флота. В конце марта сопровождал авианосец «Кага» из залива Staring-baai в Сулавеси на базу в Сасебо.
В конце апреля «Куросио» отправился из Куре для оказания помощи в оккупации островов Кагаян близ Палавана в начале мая, а 17 мая вернулся с повреждённым авианосцем «Сёкаку» из Манилы в Куре. В начале июня «Куросио» вышел из Сайпана для сопровождения транспортов по перевозки войск для участия в битве за Мидуэй.
В середине июня «Куросио» был включён в корабли сопровождения крейсеров для участия в планируемом рейде в Индийском океане, но операция была отменена к тому времени он достиг Мергуи в Бирме. После этого он был переназначен в качестве корабля сопровождения крейсеров «Кумано» и «Судзуя», действовавших в районе Баликпапана и Соломоновых островов. Во время битвы за Восточные Соломоновы острова 24 августа «Куросио» был частью передового соединения 2-я флота (вице-адмирал Нобутакэ Кондо), но в бою участия так и не принял. В течение сентября «Куросио» использовался для патрулирования между островами Трук и Гуадалканалом, а в октябре присоединился к «Токио Экспресс», снабжавшему подкреплениями, оружием и боеприпасами армейские силы, действовавшие на островах вокруг Новой Гвинеи и Соломоновых островах. Эти операции продолжались до середины февраля 1943 года. Во время битвы за Санта-Крус 26 октября 1942 года «Куросио» сопровождал авианосец «Дзюнъё». Также «Куросио» участвовал в бою у Тассафаронга 30 ноября, в ходе которой одна из его торпед, возможно, поразила американский тяжёлый крейсер «Пенсакола».
21 февраля 1943 года «Куросио» вместе с «Дзюнъё» вернулся в Куре для ремонта. 10 апреля он вместе с авианосцами «Чуйо» и «Тайо» прибыл на Трук. В конце апреля «Куросио» был перебазирован на остров Шортленд и переназначен для сопровождения войсковых транспортов.
В ночь с 7 на 8 мая 1943 года «Куросио», сопровождая транспорты с войсками на Коломбангару, подорвался на мины при выходе из Вилы (Коломбангара), взорвался и затонул в точке с координатами (08°08′ ю. ш. 156°55′ в. д.). Погибло 83 члена экипажа. Удалён из списков флота 20 июня 1943 года.